# Mijazu
Mijazu (japonsky:宮津市 Mijazu-ši) je japonské město v prefektuře Kjóto. V březnu 2017 mělo okolo 17,5 tisíce obyvatel na rozloze 172,14 km². Město bylo založeno roku 1899 jako přístav pro obchod se západními mocnostmi, především to byli Spojené státy americké a Britské impérium.

## Geografie
Město se nachází v severní části prefektury Kjóto. Poblíž města se nachází písečná kosa Amanohašidate, která je nazývána jako ''most do nebe'' (v japon. 天橋立). Mnoho lidí zde tráví volný čas.

## Partnerská města
- Delray Beach, Florida, Spojené státy americké
- Nelson, Nový Zéland